# Dringliche Anfrage
Die Dringliche Anfrage ist das Recht eines Abgeordneten, Informationen von der Regierung zu erhalten. Besonders bedeutend ist das Recht für die Opposition, um die Politik der Regierung kontrollieren zu können. Die Dringliche Anfrage ergänzt oder ersetzt in den Bundesländern Brandenburg, Niedersachsen, Nordrhein-Westfalen und dem Saarland die Mündliche Anfrage. Die notwendige Voraussetzung ist die Dringlichkeit des Themas. Weitere Fragemöglichkeiten sind die Schriftliche Anfrage und die Große Anfrage.

## Dringliche Anfrage in den Landtagen
| Bundesland          | Rechtsgrundlage                                                                 | Frist                                      |
| ------------------- | ------------------------------------------------------------------------------- | ------------------------------------------ |
| Brandenburg         | Anlage 2 der Geschäftsordnung des Landtages Brandenburg                         | eine Woche vor der Fragestunde             |
| Niedersachsen       | § 48 der Geschäftsordnung des Niedersächsischen Landtages                       | Montag der Woche des Tagungsabschnitts     |
| Nordrhein-Westfalen | § 59 der Geschäftsordnung des Landtags Nordrhein-Westfalen                      | Tag vor der Ausschusssitzung               |
| Saarland            | § 60 Dringlichkeitsanfrage in der Geschäftsordnung des Saarländischen Landtages | vor Eintritt in die Tagesordnung           |
| Sachsen-Anhalt      | § 45 der Geschäftsordnung des Landtages von Sachsen-Anhalt                      | Donnerstag der Woche vor der Sitzungswoche |